# 켄 도허티

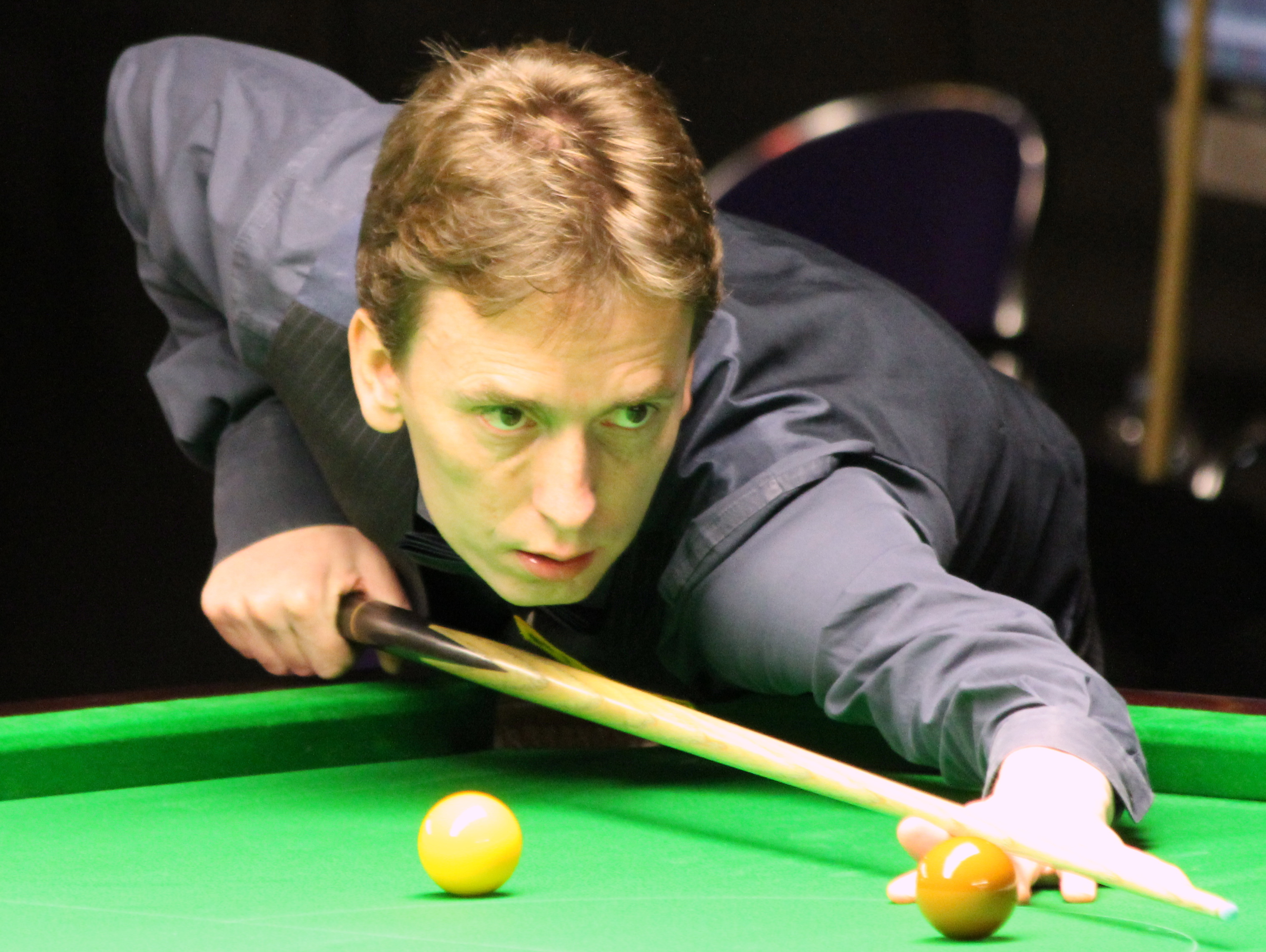
켄 도허티

켄 도허티(영어: Ken Doherty, 1969년 9월 17일 ~ )는 아일랜드의 스누커 선수이다.